# Bogdan Žorž
Bogdan Žorž, slovenski psiholog, * 27. februar 1948, Dornberk na Vipavskem, † 6. marec 2014, Slovenija.

## Življenje
Po novogoriški gimnaziji je študiral psihologijo na ljubljanski Filozofski fakulteti, kjer je diplomiral leta 1971. Več let je delal v Centru za socialno delo občine Nova Gorica, pozneje pa ga je tudi vodil. Kot psiholog se je ukvarjal v glavnem z vzgojnim svetovanjem, mladinskim prestopništvom in obrobnimi psihološkimi pojavi v družbi. V to problematiko se je poglabljal tudi na podiplomskem študiju. Leta 1995 zaključil drugo stopnjo podiplomskega izobraževanja iz ene od znanih humanističnih smeri psihoterapije, gestalt psihoterapevtski smeri . Bil je član Evropske zveze za gestalt terapijo in je predsedoval Slovenskemu društvu za gestalt terapijo.  Imel je evropsko diplomo iz gestalt psihoterapije ter splošno evropsko diplomo iz psihoterapije. Razvil je izviren družinski model terapevtske pomoči otrokom in mladostnikom. Od leta 1998 je v Čepovanu nad Novo Gorico skupaj z ženo vodil zasebni zavod, ki se ukvarja z otroki, mladostniki in družinami v stiski. Bogdan Žorž je bil priljubljen predavatelj in pisec strokovnih in poljudnih člankov. Pri Mohorjevi družbi je v redni zbirki leta 2001 izdal knjigo Biti z naravo, leto pozneje pa še slovito Razvajenost, ki je mnogim odprla nova obzorja in poglede na odnose med generacijami. Sodeloval je tudi pri reviji Ognjišče kot pisec zelo brane rubrike.

### Smrt
Po kratkotrajnem boju z rakom, je v zgodnjih jutranjih urah 6. marca 2014 umrl.  

## Knjige
- Stiska je lahko tudi izziv : kratkotrajna izvendružinska obravnava : gestaltistični pristop za pomoč otrokom in mladostnikom v stiski (1997), Educa, (COBISS)
- Biti z naravo : z naravo do telesnega in duševnega zdravja (2001), Mohorjeva družba, (COBISS)
- Razvajenost : rak sodobne vzgoje (2002), Mohorjeva družba,  (COBISS)

1. ponatis (2006), Mohorjeva družba, (COBISS)
2. ponatis (2007), Celjska Mohorjeva družba, (COBISS)
3. ponatis (2009), Celjska Mohorjeva družba, (COBISS)
- S pravimi vprašanji do rešitve vzgojnih zadreg (2005), Ognjišče, (COBISS)

1. ponatis: (2006), Ognjišče, (COBISS)
- Svetovati ali poslušati : priročnik za samopomoč in svetovanje v vsakdanjem življenju (2005), Celjska Mohorjeva družba,  (COBISS)

1. ponatis (2009), Celjska Mohorjeva družba, (COBISS)
- Stari starši in njihovo vzgojno poslanstvo (2006), Celjska Mohorjeva družba, (COBISS)

1. ponatis (2008), Celjska Mohorjeva družba (COBISS)
- Sodobno suženjstvo : sodobne zasvojenosti (2008), Ognjišče, (COBISS)
- Pisma mojim mladim prijateljem (2009), Ognjišče, (COBISS)
- Vzgoja za svobodo - vzgoja za odrekanje (2010), Ognjišče, (COBISS)